# Giovanni Berta
Giovanni Francesco Berta (Firenze, 24 agosto 1894 – Firenze, 28 febbraio 1921) è stato un attivista italiano.
Fu uno squadrista fascista delle squadre d'azione fiorentine, ucciso da militanti comunisti durante gli scontri del Pignone.

## Biografia

Il ponte sull'Arno da cui fu gettato Berta

Giovanni Francesco Berta, detto Gianni, era figlio di un industriale metallurgico fiorentino, Giuseppe, proprietario della Fonderia delle Cure (che dopo la morte del figlio rinominò, aggiungendovi il suo nome). Partecipò alla guerra italo-turca del 1911 e al primo conflitto mondiale, aderendo al termine delle ostilità ai Fasci Italiani di Combattimento.
Il 28 febbraio 1921, alle 17:30 – un giorno dopo l'attentato anarchico di piazza Antinori contro un corteo nazionalista, che aveva provocato la morte dello studente Carlo Menabuoni e del carabiniere Antonio Petrucci, e che era culminato poi con l'omicidio da parte delle squadre d'azione del dirigente comunista Spartaco Lavagnini –, il giovane Berta, mentre da solo si trovava a transitare in bicicletta su di un ponte fu circondato dai social-comunisti e, dopo essere stato pugnalato, fu gettato al di là del parapetto del ponte.
Secondo la versione fornita da Roberto Farinacci, Berta, simpatizzante fascista ma non squadrista, sorpreso da solo nei pressi del ponte, fu individuato per una spilletta fascista che portava all'occhiello della giacca, pertanto inseguito e gettato in Arno dopo un pestaggio e il furto del portafogli. Mario Piazzesi riferisce le voci che si rincorsero in quei giorni convulsi di bocca in bocca, e del ritrovamento il giorno dopo del corpo del giovane, con un vistoso segno di scarpone chiodato stampato in fronte.
Giovanni Berta fu sepolto nel cimitero delle Porte Sante di San Miniato, nella cappella di famiglia, ed è anche ricordato tuttora tra i martiri nel Famedio di Santa Croce.

## Riconoscimenti

La spalletta del ponte sull'Arno dove Giovanni Berta fu ucciso; fu poi asportata ed esposta nel corso della Mostra della Rivoluzione fascista

Giovanni Berta, dopo la sua morte, viene insignito dal Partito Nazionale Fascista del titolo di "Martire della Rivoluzione Fascista" ed il suo nome servirà ad infiammare gli animi degli squadristi e dei fascisti fiorentini. Verranno prodotte cartoline commemorative, canzoni e, dopo la Marcia su Roma, gli saranno intitolate strade, edifici pubblici, un dragamine (il Giovanni Berta, appartenente alla classe Pellegrino Matteucci della Regia Marina, prima unità italiana ad essere affondata durante la guerra) e il Villaggio agricolo Berta in Libia. La sua figura venne indicata agli studenti nelle scuole come esempio di abnegazione fino al supremo sacrificio durante tutto il Ventennio.
A lui il comune di Firenze dedicherà il nuovo stadio cittadino che verrà costruito all'inizio degli anni trenta, progettato da Pier Luigi Nervi: dopo la guerra, l'impianto fu ribattezzato dapprima in Comunale e, nel 1993, in Artemio Franchi.

### La canzone

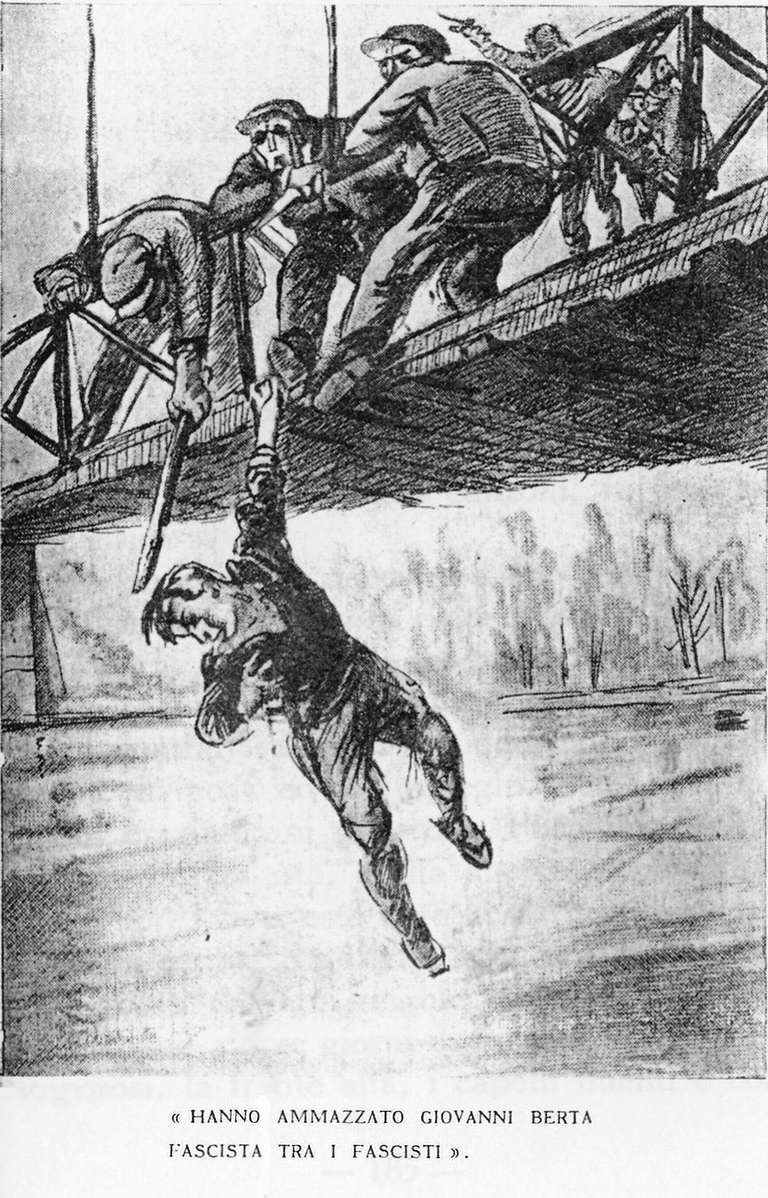
L'assassinio di Giovanni Berta in un manifesto fascista del 1921

Gli squadristi dedicarono al caduto l'Inno a Giovanni Berta, più noto come Hanno ammazzato Gianni Berta, sull'aria de “La figlia campagnola” canzone popolare toscana della seconda metà dell'800, utilizzata dall’anarchico Pietro Gori per il “Canto dell’Esilio” (negli “Stornelli d’esilio”)
L'Inno fu tra i più cantati nel periodo 1921-1924. 
Nel corso dello stesso anno 1921 fu spesso adattato ai nomi dei molti Martiri della Rivoluzione Fascista delle varie squadre d'azione (Maramotti, Tito Menichetti, Dante Rossi), talvolta seguendo uno schema fisso,  talaltra aggiungendo o togliendo intere strofe, o modificando singoli versi. Anche il titolo variava nella struttura (Inno a..., Hanno ammazzato...., Hanno ucciso..., Vendetta). Alquanto articolata la versione dedicata al caduto Tito Menichetti

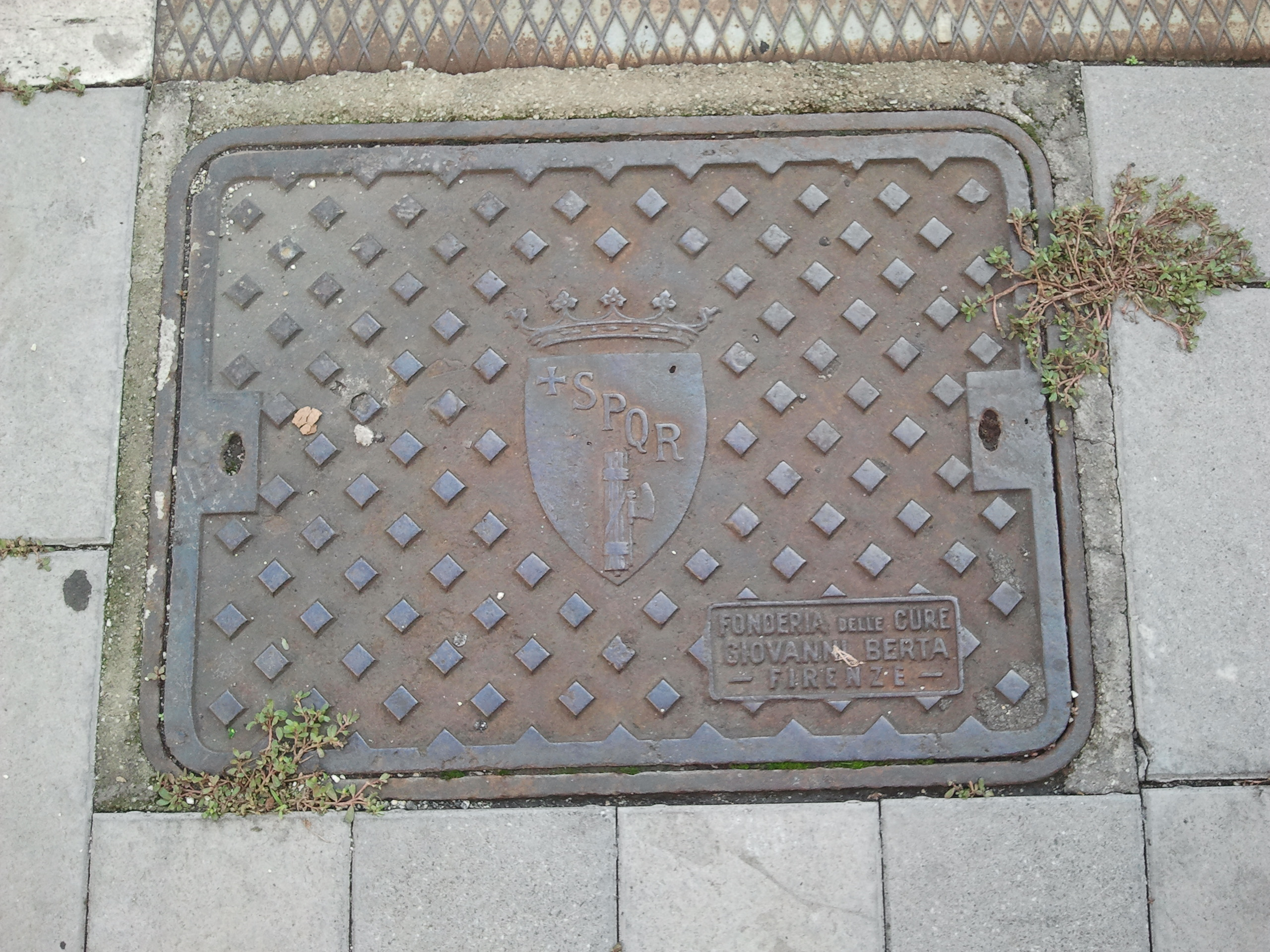
Tombino con il marchio della Fonderia delle Cure Giovanni Berta a Roma

In replica seguì di lì a poco una versione comunista che inneggiava all'assassinio di Berta. Nel 1923 i due fratelli calzaioli Garuglieri intonando tale motivetto nella loro bottega a Firenze in via de' Pilastri provocarono lo scontro con due giovani fascisti, Andrea Cimino e Annibale Foscari, il secondo dei quali fu ucciso da un colpo di taglierino.
La versione degli squadristi cremonesi, nel 1924, inneggiava incongruamente all'omicidio di Matteotti quale vendetta per la morte di Berta.
Infine nel 1943 con la RSI l'inno fu adattato alla memoria di Ettore Muti (cui fu dedicata l'omonima Brigata Nera milanese) con espliciti riferimenti alla fase storica in corso. ll titolo era Hanno ammazzato Ettore Muti, spesso abbreviato in "Hanno ammazzato Muti".

## L'epurazione della memoria nel dopoguerra
Essendo stata esaltata durante il periodo fascista, la figura di Giovanni Berta subì un notevole processo di epurazione dopo la fine del regime. Le molte strade e opere pubbliche dedicategli sono quasi tutte scomparse o intitolate ad altri. Fanno eccezione alcune vie soprattutto al Sud Italia: una delle strade principali di Isernia, dove ha sede la Provincia, una via a Bisacquino nel palermitano, una nel quartiere di Porticella a Marsala, una in località Torrione a Salerno, una in località San Rocco a Sant'Angelo dei Lombardi, ed una scuola elementare nel comune di Pisticci, in Basilicata.

## Nota sulle fonti
La ricostruzione della biografia di Giovanni Berta è resa particolarmente difficoltosa dalla natura delle fonti. Nessuna delle fonti disponibili è infatti particolarmente attendibile, trattandosi di scritti, canzoni o manifesti di matrice fascista oppure antifascista, chiaramente interessati a fornire un'immagine rispettivamente agiografica o denigratoria di questo personaggio e probabilmente amplificando oltre misura la reale fede politica del giovane. Valga per tutti il volume di Asvero Gravelli, I canti della Rivoluzione, dove Giovanni Berta viene indicato addirittura come quattordicenne, con l'evidente scopo di nobilitarne la figura di giovane rivoluzionario e allo stesso tempo di rendere più orribile la sua uccisione.